# 吳秀波與陳昱霖事件
吳秀波與陳昱霖事件指在2018年9月爆出的中國大陸演員婚外情事件，是2018年標誌性的中國大陸娛樂圈亂象。30歲女星陳昱霖（陳夢琳）自爆與50歲的已婚藝人吳秀波有一段長達7年的地下情，更指吳秀波除她之外還有其他情婦。之後發展成刑事案件，陳昱霖因涉嫌勒索被逮捕關押，吳秀波亦因婚外情醜聞成為「失德藝人」而遭封殺。

## 陳昱霖公開婚外情
2018年中秋節，30歲的女星陳昱霖在微信朋友圈自爆與50歲的已婚藝人吳秀波有一段長達7年的婚外情關係，但最後慘遭抛棄。陳聲稱自己是吳秀波的情婦，從23歲開始就跟在吳秀波身邊，在劇組為他洗衣做飯煲湯，關係達七年之久，期間亦見證了吳秀波與其他女演員有染，當中包括中國大陸女星張芷溪。張芷溪否認是吳秀波的情婦，更暗示自己也是被吳秀波騷擾的受害者。

## 陳昱霖被關押
2018年11月5日，陳昱霖從外國回北京時在机场被警方逮捕关押。2019年1月18日，陳昱霖的父母借助陈的微博发表公开信，信中指吴秀波一方要求陳澄清内容不实，并愿意以补偿方式给陳一笔分手费。2018年11月4日，吴秀波先要求陳回國商议后续事宜。但陳11月5日回京刚到机场就被公安带走。事后得識吴秀波早已报警指控受到陳挟勒索，陳因涉嫌勒索罪被关押在朝阳区看守所，将可能面临十年以上的有期徒刑。 随后，吴秀波方面回应称，公开信的内容不实，吴秀波是在遭受女方多次恐吓之后，被迫无奈之下选择报警，以法律手段维护自身名誉。

## 吳秀波遭封杀
由于上述负面指控，吴秀波疑遭到中国各大电视台全面封杀，其出演或主持的所有节目暂时被抹去画面（如浙江卫视《王牌对王牌》）或者在演职人员名单中被屏蔽（如电视剧《雪豹》）。原定于2019年春节上映的电影《情圣2》也最终撤档。2019年2月5日播出的北京衛視春晚節目，原本吳秀波是主持人之一，結果主持人串場片段被剪光。

## 陳昱霖出獄、吳秀波退出演員圈
2021年1月，中國北京朝阳区人民法院判处陈昱霖有期徒刑三年，缓刑三年，并处罚金人民币十万元，陈昱霖现已被释放。判決書中指出，2018年陳昱霖將二人不正當男女關係的信息於網絡發布，以此脅迫吳秀波，索要人民幣4000萬元。2021年2月19日，中國傳出消息指因婚外情醜聞成為「失德藝人」的吳秀波遭中國官方封殺，將不再從事演員職業。